# De nada sirve
«De nada sirve» es una canción compuesta por el músico de rock argentino Mauricio Birabent; popularmente conocido como Moris. Forma parte de su primer álbum de estudio Treinta Minutos de Vida, editado por el sello Mandioca en el año 1970 y  producido por Jorge Álvarez y Pedro Pujó. Esta canción es la cuarta y la última del lado A del álbum y la única en toda la placa con más duración.

## Historia
Según reportes especializados, Moris se encontraba en los estudios TNT junto a la banda Los Gatos; ya que mientras estos registraban el sencillo «Madre escúchame». En un momento, el músico comienza a improvisar una series de versos con una guitarra de doce cuerdas que le pertenecía a su amigo Litto Nebbia. Moris comentaría años después que todos los presentes se quedaron conmovidos y boquiabiertos frente a tamaño despliegue de la letra y de la interpretación de Birabent. 
Fue tal asombro de sus compañeros, que el dueño del estudio terminó dándole la cinta con la grabación al cantautor, que más tarde la incluiría en su disco Treinta Minutos de Vida de 1970. Al principio la composición duraba tan solo un par de minutos, pero Moris solía improvisar sobre la parte central. La canción dura ocho minutos. Marcelo Fernández Bitar escribió en su Historia del Rock en Argentina: 

La versión editada por Mandioca tiene un corte y algunos efectos sobregrabados más tarde: un bajo puesto por Moris usando la sexta cuerda de una guitarra Kuc, y un sonido de bombo logrado por Javier Martínez al golpear con un palito un trapo puesto sobre un Leslie.